# OK Radnički Kragujevac
O Odbojkaški Klub Radnički Kragujevac, mais conhecido apenas como OK Radnički Kragujevac, é um clube de voleibol masculino sérvio, fundado em 1945 na cidade de Kragujevac, Sérvia. Atualmente o clube disputa a Superliga Sérvia, a primeira divisão do campeonato sérvio.

## Histórico
O OK Radnički Kragujevac foi fundado em 1945. Ao longo de sua história, o clube disputou todas as ligas da antiga Jugoslávia. O clube alcançou seu primeiro grande sucesso na década de oitenta, quando conquistou o segundo lugar na segunda liga federal do RSFI. O treinador da equipa na temporada era Nikola Matijašević.
Após a separação da Jugoslávia, o clube obteve resultados mais fracos ao se classificar para a primeira liga federal B em 2000, onde disputou três temporadas. Na temporada 2003–04, o clube se classificou para a primeira divisão sérvia, que ainda hoje disputa.
A orientação do clube baseou-se, entre outras coisas, na contratação de jogadores experientes, bem como de jogadores famosos da seleção nacional, como Dejan Brđović e Slobodan Kovač. Já na primeira temporada, Radnički conquistou a quinta colocação no campeonato e antecipou grande sucesso no próximo período.
Na temporada 2006–07, o clube conquistou a vice-liderança do campeonato e assim conquistou o direito de participar da Taça CEV. Na mesma temporada, o Radnički chegou à final da Copa da Sérvia pela primeira vez em sua história, abrindo assim mais uma página importante em sua história.
Os jogadores do Radnicki continuaram registrando ótimos resultados na temporada 2007–08 ao chegar às quartas de final da Taça CEV, mas não conseguiu conquistar o título do campeonato nacional. Na mesma temporada, o clube conquistou seu primeiro grande troféu, a Copa da Sérvia, ao vencer o Ribnica Kraljevo por 3–0.
Finalmente, na temporada 2008–09, Radnički sagrou-se campeão da Sérvia, quando na final do playoff no SH Jezero diante de mais de 4.000 espectadores, venceu o Vojvodina com um placar de 3–1, fechando a série final em 3–2. Ao conquistar o título, o clube se tornou o primeiro participante da Liga dos Campeões da Europa.

## Títulos
Campeonato Sérvio
- Campeão: 2008–09, 2009–10
- Vice-campeão: 2007–08

 Copa da Sérvia
- Campeão: 2007–08
- Vice-campeão: 2008–09, 2009–10, 2012–13, 2018–19, 2020–21